# Lamprospora wrightii
Lamprospora wrightii är en svampart som först beskrevs av Berk. & M.A. Curtis, och fick sitt nu gällande namn av Seaver 1914. Lamprospora wrightii ingår i släktet Lamprospora och familjen Pyronemataceae.   Inga underarter finns listade i Catalogue of Life.
I den svenska databasen Dyntaxa används istället namnet Octospora wrightii för samma taxon.  Arten är reproducerande i Sverige.